# Ust'-Cil'ma
Ust'-Cil'ma (in lingua russa Усть-Цильма) è un villaggio di circa 4 300 abitanti situato in Russia, nella Repubblica dei Komi. È il centro amministrativo del distretto Ust'-Cilemskij.
Si trova sulla riva destra del fiume Pečora, di fronte alla foce dei fiumi Cil'ma e Pižma, 690 km a nord di Syktyvkar.

## Trasporto

### Aereo
La località dispone di un aeroporto con voli di linea stagionali effettuati dalla compagnia aerea russa UTair verso il capoluogo Syktyvkar.